# Michał Ernest Rexin
Michał Ernest Rexin, herbu własnego (ur. ok. 1696 w Witkowie, zm. 6 listopada 1768 w Malborku) – generał lejtnant w służbie polskiej, starosta malborski i ekonom malborski, stronnik króla Augusta III w Prusach Królewskich.

## Życiorys
Urodzony ok. 1696 r. w średniozamożnej rodzinie szlacheckiej wyznania luterańskiego, która wywodziła się z Rzechcina (niem. Rexin) pod Słupskiem, lecz od pocz. XVIII w. miała także posiadłości w ziemi lęborskiej, jako syn Jana Ernesta Rexina (zm. 1720) i Justyny Elżbiety z Schachmannów.
Początkowo kształcił się w domu, a następnie wraz z bratem Franciszkiem Ludwikiem w kolegium jezuitów na Starych Szkotach pod Gdańskiem (do 1714 r.). Pod wpływem swoich nauczycieli dokonał w 1713 r. w Malborku (podczas sejmiku generalnego) uroczystej konwersji na katolicyzm. Po zakończeniu nauki przez 12 lat służył w wojsku pruskim. Prawdopodobnie już przed 1730 r. przeniósł się do Rzeczypospolitej, gdzie został kapitanem wojsk koronnych. W okresie bezkrólewia po śmierci króla Augusta II był jednym z najaktywniejszych stronników saskich w Prusach Królewskich. W lipcu 1733 r. został marszałkiem sejmiku przedelekcyjnego powiatu puckiego, na którym szlachta opowiedziała się za wolną elekcją, tj. przeciw kandydaturze Stanisława Leszczyńskiego. Przez swoich ludzi zerwał sejmik powiatu mirachowskiego, żeby nie dopuścić tam do zwycięstwa stronników Leszczyńskiego. 14 września 1733 r. podpisał na Pradze manifest przeciwko elekcji Stanisława Leszczyńskiego, a 5 października tego roku podczas drugiej elekcji głosował na elektora i księcia saskiego Fryderyka Augusta II. 1 listopada 1733 podpisał jego pacta conventa, następnie był członkiem delegacji, która przyjęła od niego przysięgę i towarzyszył elektowi w drodze na koronację do Krakowa. Za swoje zaangażowanie po stronie Augusta III już 19 stycznia 1734 r. został przez niego mianowany podpułkownikiem i objął komendę nad gwardią królewską. 9 grudnia 1734 r. został przez króla awansowany na pułkownika i objął dowództwo pierwszego batalionu regimentu pieszego gwardii królewskiej.
26 marca 1736 r. uzyskał od Augusta III starostwo malborskie, a 1 września tego roku także funkcję ekonoma malborskiego. Przebywał głównie w Warszawie, Malborku i Gdańsku. Był jednym z wykonawców polityki dworu królewskiego wobec Prus Królewskich polegającej na niedopuszczaniu do zawiązania tamtejszych sejmików generalnych. W 1746 r. został powołany w skład komisji królewskiej, której zadaniem był nadzór nad przebudową tzw. szpicy mątowskiej, rozdzielającej wody Wisły na Leniwkę i Nogat. 23 czerwca 1750 roku otrzymał awans na generała majora, a 23 lipca 1753 r. na generała lejtnanta. Podczas wojny siedmioletniej (1756-1766) próbował osłaniać starostwo malborskie przed przemarszami i kwaterunkami Rosjan. 7 marca 1758 r. gościł w Malborku głównodowodzącego wojsk rosyjskich gen. W. Fermora.
Od 1759 r. chorował na podagrę, dlatego w następnych latach nie przejawiał większej aktywności politycznej. W sierpniu 1764 r. przystąpił do zawiązanej przez Pawła Mostowskiego konfederacji Prus Królewskich popierającej „Familię” Czartoryskich, lecz mimo tego po elekcji Stanisława Augusta Poniatowskiego stracił ekonomię malborską (22 października 1764 r.).
Ze swoich dóbr położonych w ziemi lęborskiej (obejmujących Witków, Salino, Salinko, Świchowo, Świchówko i Dąbrówkę Małą) utworzył 12 sierpnia 1756 r. majorat, który w 1762 r. przekazał swojemu bratu – Franciszkowi Ludwikowi Rexinowi. Poza dobrami dziedzicznymi posiadał równie dochodowe dzierżawy królewskie: Paparzyn w woj. chełmińskim (od 1730 r.), tenutę berwałdzką na Wielkich Żuławach Malborskich (od 1753 r.) i tczewską (od 1759 r.), Bielsk w starostwie gniewskim (od 1760 r.) oraz Prusewo i Brzyno w pow. puckim (od 1765 r.).

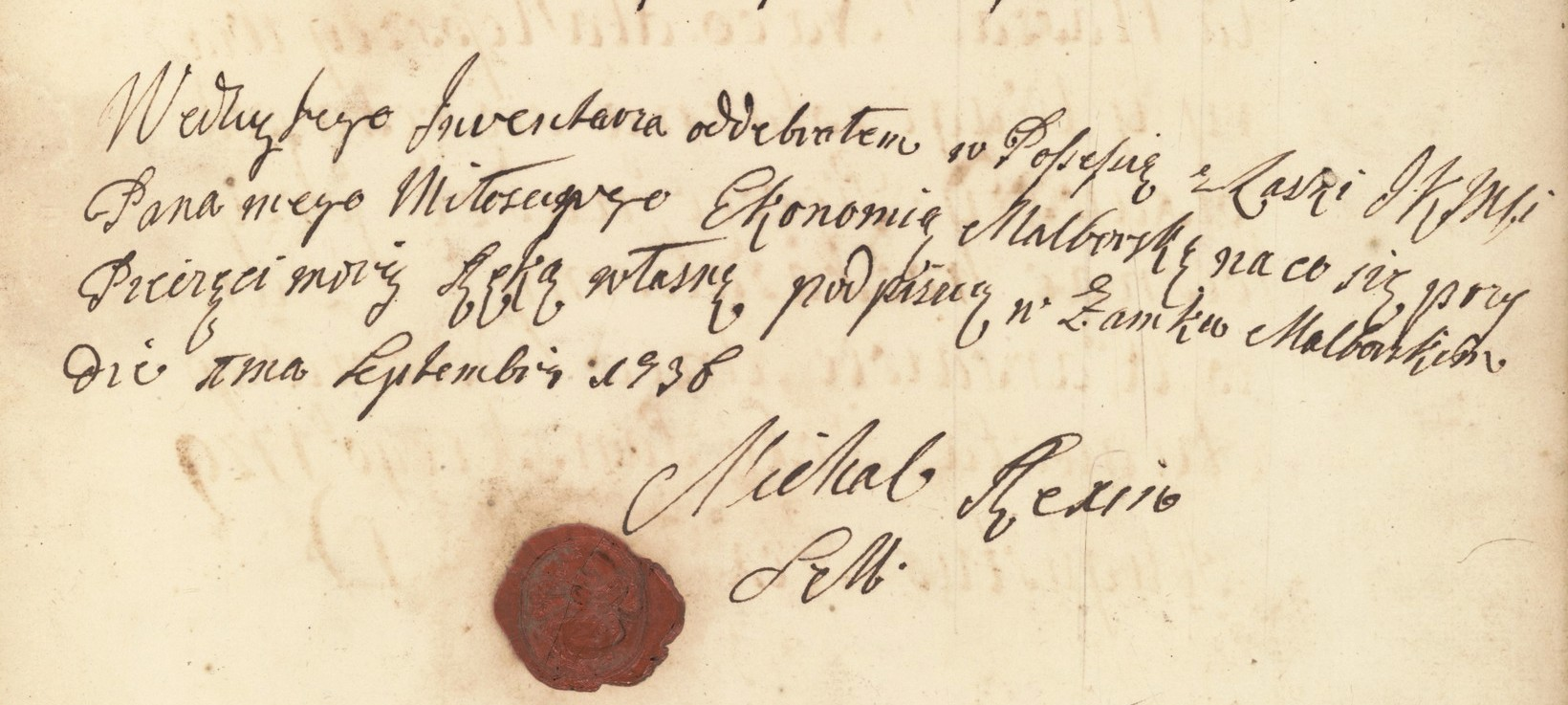
Autograf Michała Ernesta Rexina, starosty i ekonoma malborskiego, w inwentarzu ekonomii malborskiej z 1736 r.

Michał Ernest od czasów nauki w kolegium jezuickim biegle posługiwał się w mowie i w piśmie językiem polskim, o czym świadczą m.in. pisane przez niego własnoręcznie listy oraz notatki pod inwentarzami ekonomii malborskiej.
W latach 1755–1760 z jego inicjatywy wzniesiono w Witkowie i Salinie nowe dwory, które przetrwały do chwili obecnej.

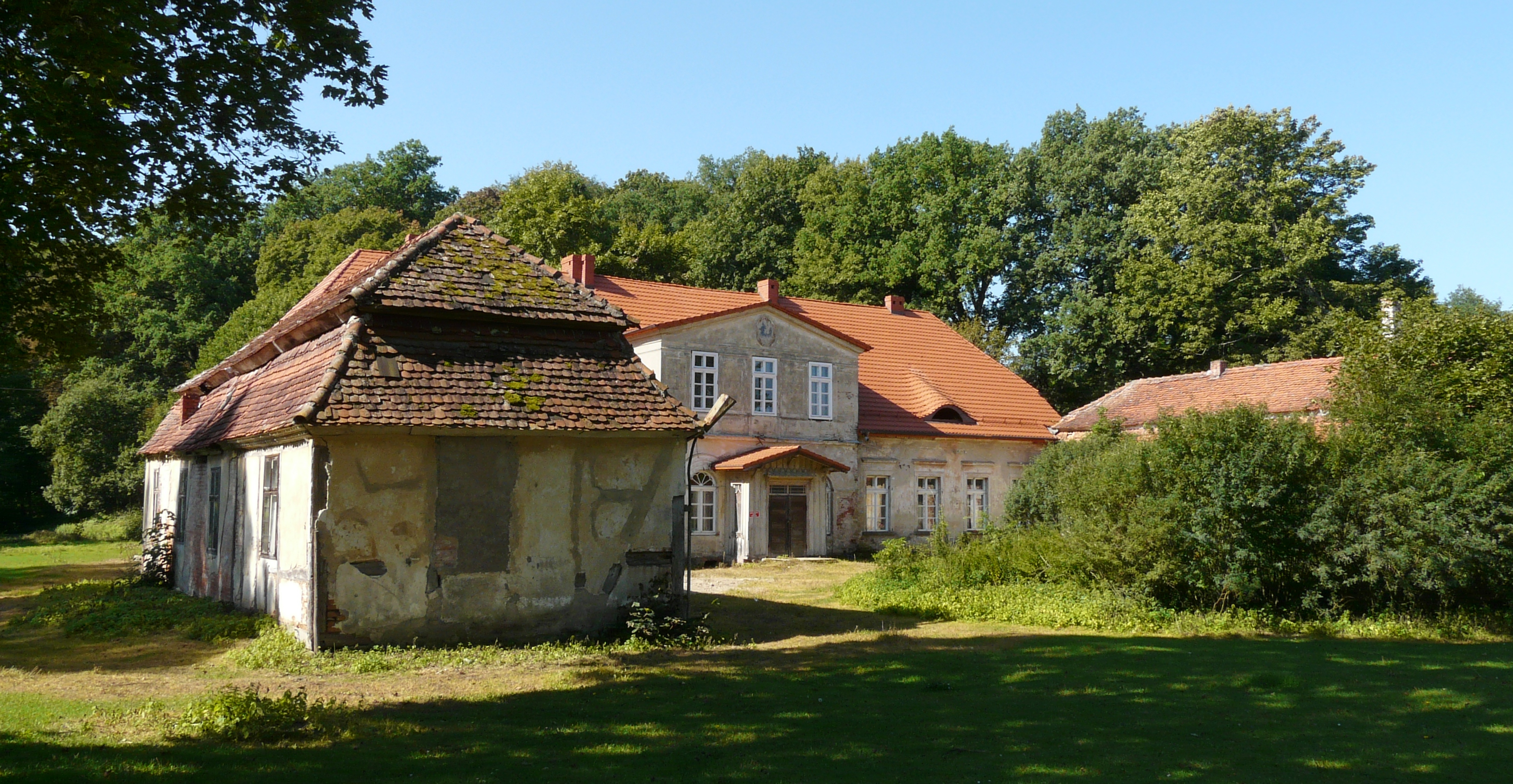
Witków (dawniej Wódka, gm. Łęczyce) – barokowy dwór Rexinów z połowy XVIII w. (stan z 2011 r.).

Zmarł 6 listopada 1768 r. na zamku w Malborku i został pochowany w tamtejszej kaplicy św. Anny. Od 1708 r. kaplica ta służyła jako miejsce pochówku członków miejscowego konwentu jezuitów, jednak Michał Ernest dzięki dobrym stosunkom z zakonnikami otrzymał wyjątkowo pozwolenie na urządzenie w jej zachodniej części mauzoleum rodzinnego (wybudowanego w 1737 r., rozebranego w 1820 r.), w którym pochowano również jego żonę Esterę Dorotę Goltz (zm. 1755) i zmarłe w dziecięctwie potomstwo. W trakcie prac archeologicznych w 2015 r. odkryto w miejscu dawnego mauzoleum dwa wtórne zbiorowe pochówki jezuitów, wśród których znajdowały się również szczątki Rexinów. Z relacji świadków wiadomo, że Michał Ernest został pochowany w stroju polskim, tj. w kontuszu, z którego zachowało się 6 guzików. 16 marca 2016 r. odbył się w kaplicy św. Anny ponowny pogrzeb szczątków rodziny Rexinów i kilkunastu jezuitów, jednak miejsce to nie zostało w żaden sposób oznaczone czy upamiętnione.